# Rakuraku Yamato
Le Rakuraku Yamato (らくラクやまと) est un train express au Japon, exploité par la compagnie JR West, qui relie la ville d'Osaka à celle de Nara. Son nom fait référence à l'ancienne province de Yamato.

## Gares desservies
Le Rakuraku Yamato circule aux heures de pointe de la gare de Shin-Osaka à la gare de Nara, en empruntant les lignes Tōkaidō, circulaire d'Osaka et Yamatoji.
| Nom des gares  |
| -------------- |
| Shin-Osaka     |
| Osaka          |
| Tennōji        |
| Kyūhōji        |
| Ōji            |
| Hōryūji        |
| Yamato-Koizumi |
| Kōriyama       |
| Nara           |

## Matériel roulant
Les modèles utilisés sur ce service sont des rames de la série 287.

## Composition des rames
Tous les trains sont complètement non fumeurs.
- Série 287 :

| N° de voiture | 1       | 2       | 3       |
| Classe        | Réservé | Réservé | Réservé |